# 第468爆撃群
第468爆撃群（だい468ばくげきぐん）はアメリカ陸軍航空軍第20空軍、第20爆撃集団第58爆撃団隷下
の爆撃群。活動期間は1943年5月から1946年3月21日まで。

## 概要
1943年5月、カンザス州スモーキーヒル陸軍航空軍基地で設立された。第468爆撃群は第58爆撃団においてB-29初期運用を行った四つの部隊の一つであった。当初はB-29の生産が間に合わず、わずかな試作機が配備されていただけで、1943年11月から配属された搭乗員は1944年4月、有名な「カンザスの戦い」によって完成した150機のB-29が第58爆撃団に引き渡されるまではB-26、B-17で訓練を行っていたが、さまざまな悪条件が重なり難航した。1944年3月から4月にかけてようやく戦闘準備が整い、インドのカラグプル基地へ進出した。この際、日本軍に対して流された「B-29は欧州戦線で使用される」との欺瞞情報に真実味を与えるため、ロンドンを経由している。インド現地では第58爆撃団の隷下に属した。第792爆撃隊、第793爆撃隊、第794爆撃隊、第795爆撃隊が麾下に所属した。当初は成都の基地に物資を輸送する「ハンプ・ミッション」に従事し、1944年6月5日、タイのバンコク爆撃で初陣を飾った。6月15日の八幡空襲にも参加した。1945年5月までは、日本本土、満州、中国、台湾、ビルマ、マレー半島、シンガポール、スマトラなど日本支配圏内の空中偵察や爆撃にフル稼働した。一回のミッションは16時間が平均であったが、21時間に及ぶこともあった。1944年8月には第794爆撃隊の隊長機ガートルードCが撃墜され、爆撃隊長ロバート・S・クリンクスケールズ中佐が戦死するなど、指揮官級からの戦死者も出た。1945年5月、第21爆撃集団隷下に移り、テニアンに移動した。日本がポツダム宣言を受諾、降伏した当日の8月15日にも出撃している。9月2日の戦艦ミズーリ上での日本の降伏文書調印式の際には、カーティス・ルメイ少将の指揮の下第20空軍の航空ショーを主導した。1945年12月アメリカに帰還し、1946年3月31日解散した。

## 隷下部隊
- 第792爆撃隊
- 第793爆撃隊
- 第794爆撃隊
- 第795爆撃隊